# Altamira (Tamaulipas)
Altamira is een voorstad van Tampico in de Mexicaanse deelstaat Tamaulipas. Altamira heeft 81.884 inwoners (census 2005) en is de hoofdplaats van de gemeente Altamira.